# Franctiradors de la Unió Soviètica
Els franctiradors de la Unió Soviètica tingueren un paper destacat al Front Oriental de la Segona Guerra Mundial; la defensa de la Mare Pàtria i l'etapa defensiva soviètica (1941-1943). Val a dir que també foren importants en altres conflictes posteriors, tanmateix aquest és el més important en el qual participaren.
A la Segona Guerra Mundial els tiradors i fusellers soviètics empraren sovint els cartutxos del calibre 7.62x54R per als seus fusells. Feren servir diferents menes de bales: des de bales lleugeres i pesants fins a bales traçadores, bales perforants (B-30), bales antiblindatge incendiàries (B-32) i les estabilitzants/compensants i incendiàries. Els franctiradors soviètics en combat duien a les seves samarres de combat i cartutxeres fins a 120 cartutxos. Fou l'únic exèrcit del món i encara ho és on els franctiradors podien ser tant homes com dones; més de 2000 ja lluitaven als cossos de franctiradors l'any 1943.

## Doctrina
Els soviètics així com doctrines militars d'inspiració soviètica incorporaren tant el concepte de franctiradors sols així com el de fusellers o tiradors especialitzats a cada escamot. Introduïren aquesta doctrina per tal de reforçar el tret de precisió, car les tropes equipades amb subfusells perderen aquesta habilitat en ser aquests aptes per a combats més propers i amb foc automàtic.
Segons deia la doctrina militar soviètica els franctiradors eren emprats per a efectuar foc de supressió que d'altra banda no hagués estat possible (llargues distàncies; per exemple fins a 800 metres). Per descomptat s'empraren sovint per a eliminar blancs oportunistes; en concret líders i sotsoficials. La causa d'açò és que durant la 2a Guerra Mundial els comandants i teòrics militars soviètics, inclòs el franctirador Vassili Zàitsev creien a ulls clucs que qualssevol exèrcit en guerra maldaria per trobar nous sotsoficials experimentats que reemplacessin aquells abatuts en combat; alhora provocant confusió i atacant psicològicament l'enemic. Endemés, també consideraren que produiria el mateix efecte equipar unes tropes ben entrenades, experimentades i fidels al codi i a la doctrina amb fusells de franctiradors menys robusts que els més barats fusells d'assalt i subfusells emprats per altres exèrcits com l'alemany. La Unió Soviètica incorporà dones a les seves files com les franctiradores Liudmila Pavlitxenko, Nina Lobkovskaia i Klàvdia Kaluguina (una de les més joves en rebre bateig de foc). Amb l'avenç de l'exèrcit soviètic i alhora la pèrdua de la posició defensiva, els franctiradors alemanys esdevingueren un veritable maldecap per a les tropes soviètiques.
Més endavant, quan l'Exèrcit Soviètic introduí el SVD (sigles en anglès) al seu armament els franctiradors s'incorporaren a les formacions militars a nivell d'esquadres. Es podien incorporar tots aquells fusellers que fossin bons tiradors llevat que no fossin membres del DOSAAF.
Aquests franctiradors tenien fins a un 50% de probabilitats d'encertar un objectiu immòbil de mida humana a una distància de 800 metres i d'un 80% d'eliminar un objectiu immòbil a 500 metres. Per aquells objectius més propers de 200 metres tenien fins a una probabilitat del 90%. Ara bé, per tal de mantenir aquest alt nivell d'encerts cada franctirador no podia apuntar a més de dos objectius cada minut.

## Fusells
Els soviètics empraren sobretot tres fusells, només un dels quals, el Dragunov es dissenyà especialment per a franctiradors. Els altres eren el Mosin-Nagant i el Tokarev SVT-40.
La versió per a franctiradors del Mosin-Nagant s'emprà tant abans, durant i després de la 2a Guerra Mundial. Es basava en una modificació del model original de fusell de forrellat Mosin-Nagant 1891/30, malgrat que oper a remodelar-los s'escollien peça per peça segons les seves qualitats. Se n'afegia una mira telescòpica de quatre augments que podia ser de dos models diferents. El model PE era un calc del model alemany de Zeiss manufacturat per Emil Busch AG. El darrer model de mira en aparèixer, la PEM, era més fidedigna i confiable. Una segona mena de Mosin-Nagant, anomenat PU incorporà un nou model de mira més simple semblant a la del SVT-40 i era més fàcil de produir. La seva fabricació començà el 1942. Es considera el fusell de franctirador més produït i alhora el més emprat en tots els exèrcits i cossos militars de tot el món. Fou el model de fusell de franctirador oficial de la Unió Soviètic fins que s'introduí el 1962 el fusell de franctirador semiautomàtic Dragunov.
Un altre model emprat pels soviètics a la 2a Guerra Mundial fou el Tokarev SVT-40. Es dissenyà per tal de substituir els antics models de Mosin-Nagant PE/PEM. Era un fusell semiautomàtic amb el mateix calibre de munició que el model Mosin-Nagant (7.62x54R). Malgrat que d'antuvi semblava un avenç, com a resultat de problemes amb la precisió i la fogonada, així com dificultats en el procés de muntatge i producció. Així doncs s'invertiren tots els esforços a crear la darrera versió del Mosin-Nagant.
El SVD, or Snaiperskaya Vintovka Dragunova (Fusell de franctirador Dragunov), creat més endavant fou la resposta i el model específic que formaria part dels arsenals de fusells de franctiradors soviètics. La seva producció començà el 1958; no obstant no fou fins al 1963 que l'exèrcit l'introduiria. Ara per ara encara alguns països mantenen l'SVD com el seu fusell de franctirador oficial, alguns d'ells de l'antic Pacte de Varsòvia. El fusell romangué amb la munició del 7.62x54R, tot i que ara tenia un sistema semiautomàtic accionat per gas i amb pintes de 10 cartutxos.

## Principals franctiradors
1. Mikhaïl Surkov – 702 víctimes[5]
2. Vassil Kvatxantiraje – 534 víctimes[5]
3. Ivan Sidorenko - 500 víctimes, Heroi de la Unió Soviètica[6]
4. Nikolai Ilin - 496 víctimes
5. Ivan Kulbertinov - 487 víctimes
6. Vladímir Ptxelinsev - 456 víctimes, Heroi de la Unió Soviètica
7. Mikhaïl Budenkov - 437 víctimes
8. Fiódor Okhlópkov - 429 víctimes, Heroi de la Unió Soviètica
9. Fiódor Djatxenko - 425 víctimes
10. Vassili Golosov - 422 víctimes
11. Atanassi Gordenko - 417 víctimes
12. Stefan Petrenko - 412 víctimes
13. Vassili Zàitsev - 400 víctimes, Heroi de la Unió Soviètica[5]
14. Tuleugali Abdibekov – 397 víctimes[7]
15. Semion Nomokonov – 367 víctimes
16. Abukhadjiev Idrisov – 349 víctimes, Heroi de la Unió Soviètica
17. Jambil Tula – 313 víctimes, Heroi de la Unió Soviètica
18. Liudmila Pavlitxenko - 309 víctimes, Heroïna de la Unió Soviètica
19. Maria Polivànova – 300 víctimes, Heroïna de la Unió Soviètica
20. Mikhaïl Beloussov - 245 víctimes, Heroi de la Unió Soviètica
21. Maxim Passar – 237 víctimes
22. Vassili Kurka – 179 víctimes
23. Mahmoud Amaev - 177 víctimes
24. Natàlia Bucket – 167 víctimes, Heroïna de la Unió Soviètica
25. Iósif Piliuxin – 100 víctimes
26. Alià Moldagúlova – 90 víctimes, Heroïna de la Unió Soviètica
27. Rosa Xànina – 54 víctimes

## Cultura popular
- La pel·lícula ucraïnesa Bitva za Sevastopol de 2015 recrea el servei militar de Liudmila Pavlitxenko.
- El 2001 s'estrenà la pel·lícula de Hollywood Enemic a les portes inspirada en la batalla de Stalingrad que recrea un duel fictici entre un dels franctiradors més coneguts de l'exèrcit Roig, Vasily Zaitsev, i un franctirador fictici alemany, el Major König.
- En el joc de guerra Call of Duty: World at War el jugador lluita en alguns mapes jugant el paper de franctirador; algunes escenes del joc representen moments de la pel·lícula prèviament anomenada. En un dels mapes el jugador és el franctirador soviètic "Dmitri Petrenko", encarregat de contraatacar i eliminar alemanys quan aquests són descoberts pel franctirador Viktor Reznov.
- A la novel·la The Bear and the Dragon, d'en Tom Clancy, un franctirador soviètic veterà de la 2a Guerra Mundial elimina un general xinès amb el seu antic fusell durant una invasió xinesa a Rússia.
- La novel·la War of the Rats de David L. Robbins, font d'inspiració d'Enemic a les portes, explica les aventures d'en Vasily Zaitsev, un franctirador soviètic a la 2a Guerra Mundial.
- The Sniper, la novel·la de James Riordan explica la història de la franctiradora Tània Txernova, gràcies a les entrevistes i reportatges duts a terme per l'autor a l'antiga franctiradora.[8]
- El llibre escrit per en John Wilson, Four Steps to Death, té com a protagonista la franctiradora soviètica Yelena Pavlova qui lluitarà als carrers de Stalingrad.